# Distretto di Zengdu
Il distretto di Zengdu (曾都区S, ZēngdūP) è un distretto della Cina, situato nella provincia di Hubei e amministrato dalla prefettura di Suizhou.